# Arctia bellieri
Arctia bellieri là một loài bướm đêm thuộc phân họ Arctiinae, họ Erebidae.